# El primer año
El primer año és una pel·lícula documental xilè de caràcter polític escrita i dirigida per Patricio Guzmán, estrenada el 1973.

## Argument
El primer any del govern de la Unitat Popular a Xile, després de l'elecció de Salvador Allende com a president de la República el setembre de 1970.